# Клетниеце, Милда
Милда Клетние́це (латыш. Milda Klētniece; 1915—2008) — советская и латвийская театральная актриса. народная артистка Латвийской ССР (1965).

## Биография
Родилась 26 февраля (11 марта) 1915 года в Риге (ныне Латвия), в рабочей семье Юлия Ланге.
Окончила Рижскую 4-ю гимназию и студию Латвийских драматических курсов (1935). Училась в театральном училище товарищества латышских актёров.
Работала под именем Лита Ланге в труппе Латвийского драматического ансамбля (1935—1940), в Государственном театре юного зрителя Латвийской ССР (1940—1941). С 1941 года актриса Государственного художественного театра имени Я. Райниса (Театр «Дайлес»).
Стояла у истоков латвийского кинематографа. Снималась в фильмах тридцатых годов, в довоенной экранизации романа В. Т. Лациса «Сын рыбака», а также в первом фильме, открытой в 1940 году, Рижской киностудии «Каугурское восстание» (режиссёр В. Пуце).
Была замужем за актёром К. П. Клетниеком.
Умерла после тяжёлой и продолжительной болезни 28 августа 2008 года.

## Признание и награды
- Заслуженная артистка Латвийской ССР (1949)
- Народная артистка Латвийской ССР (1965)
- Сталинская премия второй степени (1950) — за исполнение роли поэтессы Аспазии в фильме «Райнис» (1949)
- Орден «Знак Почёта» (03.01.1956)

## Творчество

### Роли в театре

#### Латвийский драматический ансамбль
- 1936 — «Женский язык» К. Гольдони — Кекина
- 1936 — «Играй, танцуй» Райниса — Мать девочки
- 1937 — «Пер Гюнт» Г. Ибсена — Ингрида
- 1940 — «Майя и Пайя» А. Бригадере — Майя

#### Театр Дайлес
- 1942 — «Времена землемеров» Рейниса и Матиса Каудзит — Лиена
- 1944 — «Волшебная трава» М. Тетере по произведениям Рудольфа Блауманиса — Илзе
- 1946 — «Давным-давно» А. К. Гладкова — Шурочка Азарова
- 1947 — «Дурочка» Лопе де Вега — Селья
- 1949 — «Анна Каренина» по роману Л. Н. Толстого — Кити
- 1949 — «Безумный день, или Женитьба Фигаро» П. Бомарше — Сюзанна
- 1951 — «Двенадцатая ночь» Шекспира — Виола
- 1951 — «Три сестры» А. П. Чехова — Ирина
- 1952 — «Валенсийская вдова» Лопе де Вега — Леонарда
- 1953 — «Дачники» М. Горького — Юлия Филипповна
- 1953 — «Ромео и Джульетта» Шекспира — Джульетта
- 1955 — «Лето младшего брата» Г. Приеде — Моника
- 1956 — «Хотя и осень» Г. Приеде — Корнелия
- 1958 — «Сага о Йёсте Берлинге» С. Лагерлёф — Марианна Синклер
- 1959 — «Положительный образ» Г. Приеде — Нина Краула
- 1961 — «Швейк» по роману Я. Гашека — Пани Вендлерова
- 1961 — «Каса маре» И. П. Друцэ — Василуца
- 1962 — «Илья Муромец» Райниса — Княжна
- 1964 — «Оптимистическая трагедия» В. В. Вишневского — Комиссар
- 1972 — «Ричард III» Шекспира — Елизавета
- 1974 — «Все в саду» переработанная Э. Олби пьеса Дж. Купера — Тузе
- 1975 — «Долгий день уходит в полночь» Ю. О’Нила — Мэри Тайрон
- 1985 — «Лето» Э. Бонда — Марта
- 1989 — «Плащ Казановы» А. Эглитиса — Гедруте
- 1990 — «Путь в Мекку» А. Фугарда — Елена
- 1992 — «Веер леди Уиндермир» О. Уайльда — Леди Джедборо
- 1993 — «Восемь любящих женщин» Р. Тома — Бабушка

## Фильмография
- 1936 — Под бело-зелёным флагом — Алма
- 1939 — Сын рыбака — Лидия
- 1941 — Каугурское восстание — Кача
- 1949 — Райнис — Аспазия
- 1957 — За лебединой стаей облаков — Жена доктора
- 1959 — Эхо — Хозяйка
- 1961 — Когда сливаются реки — Аустра